# Tenino

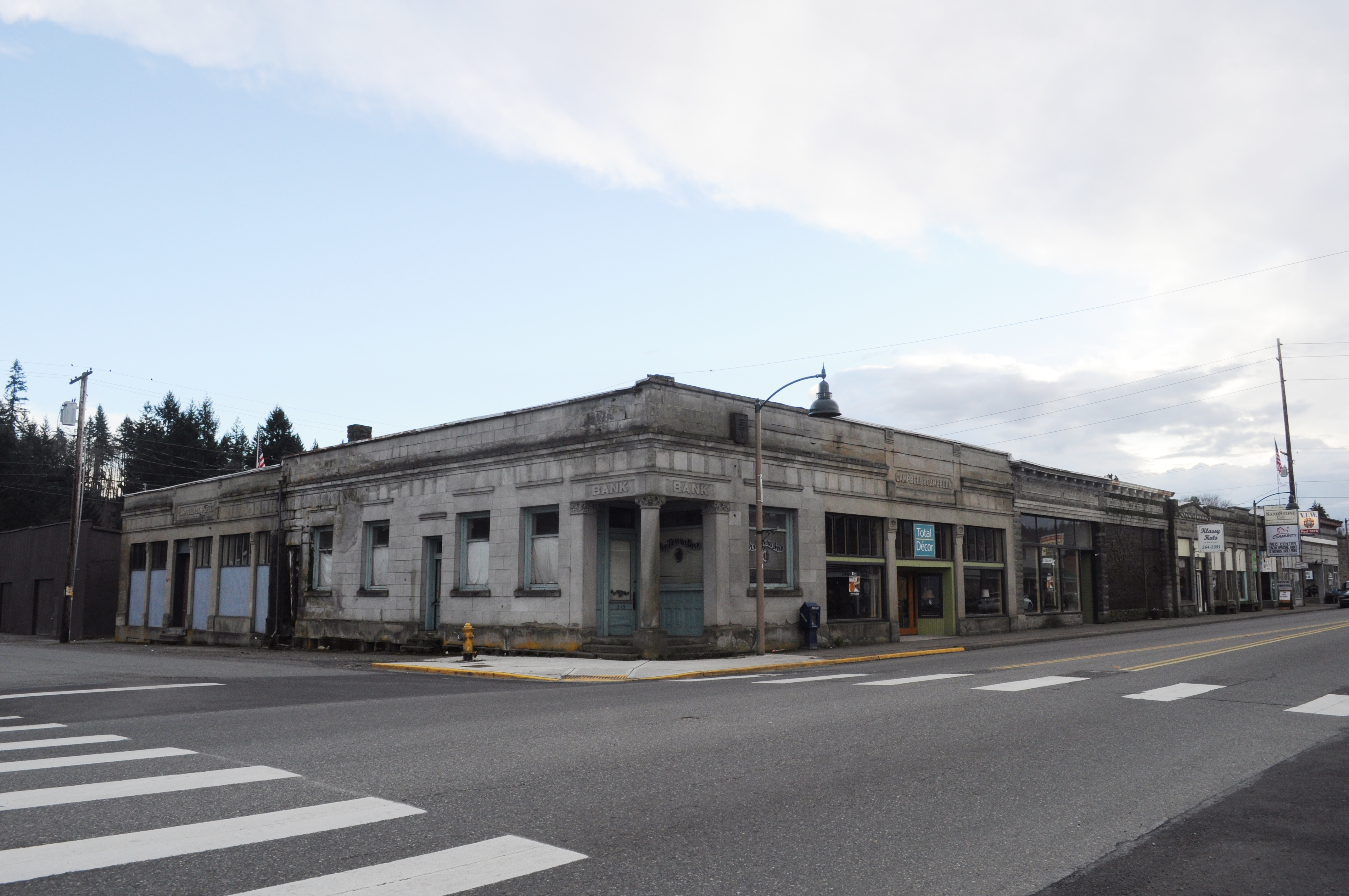
Jádro historického centra města.

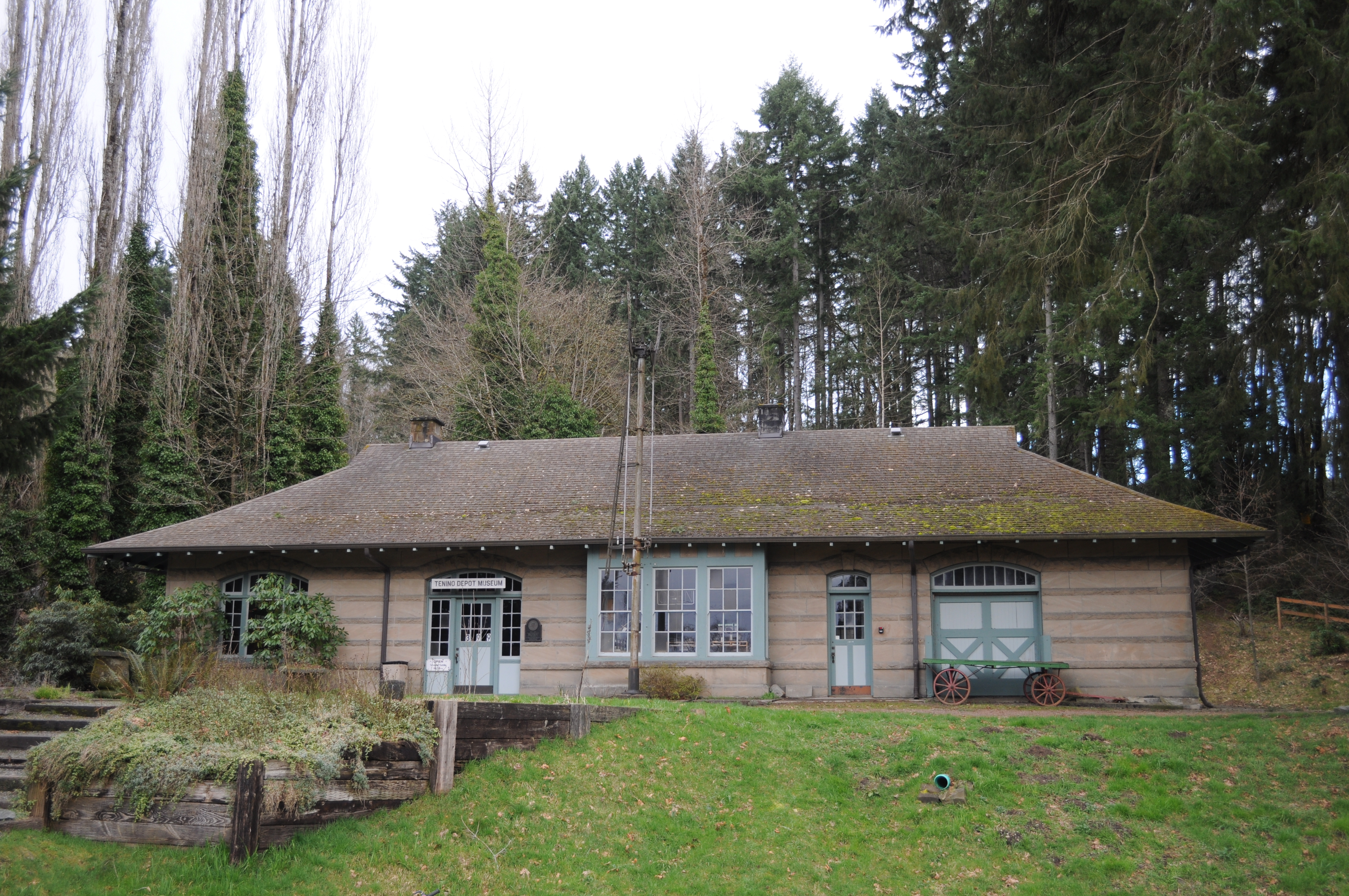
Historická železniční stanice nyní sloužící jako muzeum.

Tenino je město v okrese Thurston v americkém státě Washington. V roce 2010 mělo 1 695 obyvatel.

## Historie
Tenino bylo oficiálně začleněno v roce 1906, přestože existovalo jako venkovská obec už zhruba od poloviny 19. století. Původně vzniklo, jelikož osadníky zaujala zdejší otevřená prérie, kterou vytvořily indiánské kmeny kontrolovaným vypalováním lesů za účelem pěstování Camassie, kterou používaly jako krmivo pro svá zvířata. Záznamy ukazují, že původní osídlení se nacházelo v prérii asi jeden kilometr jižně od dnešního města. Obyvatelé pojmenovali v 60. letech 19. století svou první poštu a školu Coal Bank, čímž ukazovali na nedaleké zásoby uhlí. V roce 1872 do města dorazila železnice Northern Pacific Railway, která jej nazvala Tenino, což místní obyvatelé přijali.
Ke konci 19. století začaly z oblasti vyvážet velké pískovec těžící společnosti stavební kámen, který byl použit při stavbě několika regionálně významných budov, jako jsou Old Capitol Building a bývalý soud okresu Thurston v Olympii, soud okresu Mason v Sheltonu, Dennyho hala a Observatoř Theodora Jacobsena na University of Washington a Pittockova vila a Pioneer Courthouse v Portlandu. Federální vláda zdejší kámen používala také při stavbě pošt nebo přístavních hrází. Tento průmysl se ale na počátku 20. století dočkal úpadku, když většina stavitelů přešla na beton.
Kromě těžby pískovce ve zdejší oblasti fungovala také těžba dřeva a uhlí a dřevozpracující průmysl. Poté, co dřeva ubylo a železnice přešly na naftu v polovině 20. století, i tato průmyslová odvětví ustoupila.
Na nějakou dobu při Velké hospodářské krizi si Tenino získalo národní slávu když po krachu městské banky vydalo vedení města jako provizorní platidlo dřevěné peníze. Většina z nich ale nebyla využita a spíše se stala sběratelským předmětem.
Před stavbou mezistátní dálnice Interstate 5 bylo město známé jako past pro motoristy, jelikož městem procházela U.S. Route 99, na které na území Tenina platily přísné rychlostní limity. Zdejší policie si navíc dávala na silnici velký pozor.
Tenino stále vlastní své původní historické centrum, které je nyní zapsáno v Národním rejstříku historických míst. Přesto se nyní jedná spíše o bedroom community, odkud většina obyvatel dojíždí za prací do Olympie nebo Tacomy.
Již od poloviny 70. let minulého století využívá Armáda Spojených států amerických geografickou mapu Tenina jako cvičnou pomůcku při studiu čtení map, jelikož se na ní vyskytuje velké množství různých symbolů.

## Původ jména
Historici jsou momentálně velice nejistí ohledně původu názvu města, který se začal používat v 70. letech 19. století. Údajně se jedná o slovo z činuckého jazyka znamenající rozcestí. Právě zde se totiž Kaulicská stezka dělí na větev, která vede k Buddově zátoce v Olympii, a větev, jenž pokračuje k Počátečnímu zálivu v Tacomě.
Příležitostně se objevují názory, že město získalo své jméno po lokomotivě nebo jiném průzkumném železničním zařízení, které bylo označeno čísly 10-9-0 (tedy ten-nine-o). Jméno města se navíc čte stejně jako tato varianta, ačkoli je to trochu nepřirozené. Místní historik Art Dwelley a bývalý redaktor deníku Tenino Independent našel v novinách zmínky o městě jako o Teninu už před příchodem železnice.
Záhadě přidává fakt, že Tenino je také označení pro indiánské kmeny vyskytující se ve středoseverním Oregonu. Společnost Oregon Steam Navigation Company navíc mezi lety 1860 a 1876 provozovala na řece Columbii stejnojmenný parník. V Portlandu a Dallasu se pak nacházejí ulice nazvané Tenino Street, zatímco v Los Angeles a Boulderu se nachází ulice Tenino Avenue. Jak jsou ovšem spojeny s městem a jestli vůbec jsou, je však neznámo.
Slovo Tenino se dokonce nachází ve slovníku pidžinového jazyka Chinook Jargon od S.J. McCormicka, ve kterém znamená trhlinu nebo kaňon. Může tedy dost možná pojednávat o nějakém místě v okolí města, například o staré dostavníkové cestě vedoucí do Olympie skrz dlouhé úzké údolí.

## Demografie
V roce 2010 žilo ve městě 1 695 obyvatel, z nichž 91 % tvořili běloši, 1 % Asiaté a necelé 1 % původní obyvatelé. 7 % obyvatelstva bylo hispánského původu.